# Vandasia rosea
Vandasia rosea är en svampart som beskrevs av Velen. 1922. Vandasia rosea ingår i släktet Vandasia, ordningen Phallales, klassen Agaricomycetes, divisionen basidiesvampar och riket svampar.   Inga underarter finns listade i Catalogue of Life.